# Лиутфрид (герцог Эльзаса)
Лиутфрид (Луитфрид; лат. Liutfridus, фр. Liutfrid, Luitfrid; умер не ранее 742) — последний герцог Эльзаса (722/723 — не ранее 742) из династии Этихонидов.

## Биография

### Ранние годы
Основными историческими источниками о Лиутфриде являются документы юридического характера: хартии и дарственные грамоты.
Лиутфрид был старшим сыном правителя Эльзасского герцогства Адальберта. Его сестрой была святая Аттала. Имя матери Лиутфрида точно не известно: ею могла быть как первая супруга герцога — святая Герлинда, так и вторая — Батильда. Не установлена также и дата рождения Лиутфрида. Известно только, что ко времени смерти своего отца он был ещё очень молодым человеком.
Вероятно, ещё при жизни отца Лиутфрид был объявлен его наследником. Первое достоверное упоминание о нём относится к 720 году, когда вместе с герцогом Адальбертом и братом Эберхардом он участвовал в основании аббатства Хонау. Также Лиутфрид упоминался и среди основателей Висамбургского аббатства.

### Герцог Эльзаса
Герцог Адальберт умер 11 декабря 722 или 723 года, и его сын Лиутфрид стал править Эльзасом. Согласно хартии императора Лотаря I от 849 года, владения Лиутфрида располагались к востоку от Вогез, достигая на юге реки Саар, а также включали Брисгау и некоторые местности на противоположном берегу Рейна. Резиденция Лиутфрида находилась в Страсбурге. Своих братьев, Эберхарда и Масона, он наделил богатыми земельными владениями, что позволило тем стать основателями нескольких монастырей. Эберхард, упоминавшийся в современных ему документах как граф и наместник (лат. comte et domesticus regís), активно участвовал в управлении герцогством и, вероятно, был соправителем Лиутфрида.
Первое упоминание о Лиутфриде как герцоге Эльзаса датировано уже 722 годом, когда он дал дарственную хартию аббатству Хонау. В документе о привилегиях этому же монастырю 725 года, данном королём франков Теодорихом IV, Лиутфрид также назван герцогом (лат. Luitfrido duci). В 724 году король Теодорих IV по просьбе правителя Эльзаса также дал дарственную хартию аббатству Мармутье. В этом документе Лиутфрид упоминается как «viro illustri», но сам он подписал хартию, используя герцогский титул (лат. dux). 13 мая 728 году Лиутфрид и его брат Эберхард сделали пожертвование Мурбахскому аббатству по случаю основания этого монастыря епископом Страсбурга Видегерном, святым Пирмином и королём франков Теодорихом IV.
Особыми заботами Лиутфрида было окружено Висамбургское аббатство, которому герцог между 734 и 742 годами предоставил семь крупных пожертвований. Известно, что правитель Эльзаса выделял значительные денежные средства и другим монастырям, основанным Этихонидами. Сам герцог совместно с братьями в 728 году основал аббатство Мурбах. Поддерживал Лиутфрид и хорошие отношения с епископом Страсбурга Хеддо, сторонником герцога франков Карла Мартелла. Вероятно, Лиутфрид выступал на его стороне в войнах с правителями Алеманнии, своими зарейнскими соседями.
Последнее упоминание о Лиутфриде и его сыне Хильдифриде относится к 742 году, когда упоминается о предоставлении ими Висамбургскому аббатству четырёх ферм в Хеконхайме (в Хегеней). Возможно, Лиутфрид погиб во время борьбы между сыновьями Карла Мартелла, так как последняя хартия герцога датирована первым годом правления Карломана. Возможно также, что гибель Лиутфрида была следствием попыток Каролингов установить свою власть над Алеманнией. В любом случае, после 742 года никаких свидетельств о Лиутфриде в современных ему источниках нет.
Лиутфрид стал последним правителем Эльзаса из династии Этихонидов. При Пипине Коротком входившие в Эльзасское герцогство земли были разделены на две части: Нордгау и Зундгау, правителями которых были поставлены два выходца из Алеманнии, графы Варин и Рутард. В дальнейшем потомки Лиутфрида упоминаются только как правители Зундгау.

### Семья
В составленной в аббатстве Хонау родословной Этихонидов перечислены четыре поколения потомков герцога Адальриха. В том числе, там сообщается и о семье Лиутфрида: о его двух жёнах, Хильтруде и Теутиле, и двух сыновьях от первой из них, умершем бездетным Рутарде и графе Зундгау Лиутфриде. Однако, скорее всего, эти факты не соответствуют действительности, так как в современных герцогу Лиутфриду документах упоминается только один его сын, Хильдифрид.